# دورك (لنجان)
دورك هي قرية في مقاطعة لنجان، إيران. يقدر عدد سكانها بـ 173 نسمة بحسب إحصاء 2016.